# Кузня на Рибальському
Завод «Кузня на Рибальському» — суднобудівельне приватне акціонерне товариство в Києві. Завод входив до складу групи компаній «Укрпромінвест». Приватне акціонерне товариство «Завод „Кузня на Рибальському“» є одним з найстаріших підприємств Києва — завод заснований в 1862 році як механічне підприємство зі сталеливарним виробництвом, а у 1928-му завод зайнявся суднобудуванням.
Кінцевими бенефіціарами підприємства станом на 2017 рік були Петро Порошенко та Ігор Кононенко. У 2018 році бенефіціаром став Сергій Тігіпко. У 2022 році бенефіціаром став Ігор Мазепа, Генеральний директор Concorde Capital
У вересні 2019 року на нерухоме майно та корпоративні права заводу було накладено арешт.

## Історія

### 1862—1917
Завод заснований в 1862 році інженером-технологом Федором Донатом. Спершу це було механічне підприємство зі сталеливарним виробництвом. 
1868: Заводом виготовлені металеві конструкції для нового мосту через р. Дніпро, будівництвом якого керував відомий інженер Струве.
1889: Перетворення товариства «Донат, Липківський і К» у «Київський машинобудівний завод».
1894: Завод переходить у власність акціонерного товариства «Південноросійський машинобудівний завод». У цей час завод спеціалізувався на виробництві чавунного лиття, а також машин для винокурних, цукрових заводів і млинів.
Робітники заводу входили до складу марксистських гуртків київського «Союзу боротьби за визволення робітничого класу» й брали участь в революції 1905 року.
У 1913 році завод опанував виробництво буксирних пароплавів.

### 1918—1991
Червоногвардійці заводу брали участь в січневому заколоті 1918 року проти Центральної Ради.
У березні 1919 року завод було націоналізовано. Першим документом, який регламентує статус підприємства в складі радянської оборонної промисловості можна вважати Постанову Ради оборони України № 290 від 24 червня 1919 р. про визнання Київської верфі оборонним підприємством, відповідно до якої, підприємство офіційно іменувалося Перша Київська радянська верф, на неї покладалися завдання щодо своєчасного забезпечення кораблями Дніпровської флотилії, з цією метою всі робітники й службовці верфі визнавалися мобілізованими.
1924: Постановою Київського губернського виконкому «Південноросійський машинобудівний завод» був перейменований в завод «Ленінська кузня».
1928: Після початку індустріалізації, Верховна Рада Української РСР ухвалила рішення про організацію річкового суднобудування в Україні та спеціалізації в цій царині заводу «Ленінська кузня» й будівництва корабельні. На Рибальському півострові була закладена суднобудівна верф.
1929: До цього року завод «Ленінська кузня» не мав спеціалізації, однак після надходження в 1929 році великого замовлення від Дніпровського річкового пароплавства було ухвалене рішення про розширення виробничих потужностей і технічне переоснащення підприємства. Всього на переоснащення й розширення заводу в 1930—1934 рр. було виділено 22 млн карбованців, обладнання для заводу виготовляли московський завод «Червоний пролетарій», ленінградський «Червоний путиловець» і горьковський «Двигун революції».
1931: Був спущений на воду буксирний пароплав з суцільнозварним корпусом потужністю 150 к.с.
1932: Було побудовано новий котельний цех заводу об'ємом 100 тис. м³. На Рибальському півострові була побудована суднобудівна верф, яка забезпечувала можливість будівництва до 30 суден на рік. Почали будувати річкові буксирні пароплави потужністю 300 к.с.
1934: Будівництво річкових буксирних пароплавів потужністю 400 к.с., на які були встановлені клапанні парові машини власного виробництва.
1941: Влітку на заводі було освоєно ремонт кулеметів, артилерійських систем й іншого озброєння для радянської армії; робітники заводу брали участь в будівництві укріплень і барикад. З наближенням до міста лінії фронту основне обладнання заводу було евакуйовано на схід, до Татарської АРСР, де завод почав випуск військової продукції.
У період німецької окупації на заводі діяла підпільна диверсійна група (в організаційному відношенні підпорядкована Залізничному підпільному райкому КП(б)У), керівником якої був А. В. Шохін, а також кілька робітників, що діяли в ініціативному порядку:.
- в грудні 1941 року серед робітників заводу підпільниками були поширені листівки про початок радянського контрнаступу під Москвою[11]
- Підпільна група А. В. Шохіна, яка діяла у відкритому німцями на території заводу автомобільному цеху за весь період окупації вивела з ладу 40 відремонтованих автомашин, близько 150 коробок передач і понад 200 моторів[12]. Крім того, А. В. Шохін і П. І. Перевертун переправили кілька чоловік у партизанський загін «Перемога» під командуванням С. Є. Науменко
- німецьке замовлення на термінове виготовлення копера (необхідного для відновлення зруйнованого Петровського залізничного мосту через Дніпро), на виготовлення якого в нормальних умовах потрібно було витратити не більше чотирьох змін було затягнуте робочими ливарного цеху і тривало понад два тижні[13]
- під керівництвом підпільника В. С. Новікова робітники заводу пошкодили 80 гармат, які доставляли на завод для ремонту[13]. 25 зенітних гармат вивів з ладу робочий П. Фішенко — після виконаного їм ремонту жодна з гармат не могла стріляти (що підтвердилося в ході спроби проведення німцями стрільб з відремонтованих гармат на полігоні). Після цього П. Фішенко був розстріляний німцями[12]
- електромонтер Мостицький вивів з ладу заводську електропідстанцію, зірвавши цим терміновий ремонт автомашин для німецької військової частини[13]
- робітник-комуніст С. Т. Завіна під час роботи ховав нові деталі, замінюючи їх старими (після звільнення Києва, з захованих ним деталей було зібрано 7 автомашин)[12]

Відновлення заводу почалося незабаром після Київської наступальної операції у листопаді 1943 року, в ході реевакуації промисловості обладнання заводу було повернуто до Києва. На підприємстві було освоєно ремонт важких танків і вже в березні 1944 року робітники заводу почали перевиконувати встановлені планові показники продуктивності праці. На пожертви робітників і службовців заводу, перераховані до Фонду оборони для РСЧА було побудовано танк «Ленінська кузня».
Повоєнні роки: Крім вищезгаданої продукції, завод будував землесоси, продуктивністю 250 м/год, пасажирські пароплави потужністю 400 к.с., рейдові морські буксири і морські самохідні шаланди.
1948: Колектив працівників заводу був нагороджений Сталінською премією — за розробку та впровадження у виробництво в 1947 році вдосконаленої конструкції стандартного річкового буксира.
1950: Було повністю завершено відновлення заводу.
1954: Завод опанував виробництво середньотоннажних морських рибопромислових суден, багатоковшевих землечерпалок та інших земснарядів.
1957: Завод опанував виробництво суднових машин і котлів.
1959: Завод опанував випуск устаткування для хімічної промисловості.
1962: Завод був нагороджений орденом Леніна.
1954—1962: Початок будівництва середніх морських рибальських траулерів з кормовим траленням, оснащених двигуном потужністю 800 к.с. і гвинтом регульованого кроку з дистанційним управлінням власного виробництва, з механізмами для вибору знаряддя для ловлі риби та потокові лінії для її обробки, консервним цехом, потужним холодильним обладнанням, рибопошуковими приладами.
Значний обсяг від загального обсягу виробництва займало машинобудування. Завод виробляв великий асортимент котлоагрегатів, насосів, оснащення для хімічної промисловості, гвинти регульованого кроку, морозильне обладнання та ін.
Робітник заводу «Ленінська кузня», бригадир слюсарів-складальників Н. Р. Молодченко став Героєм Соціалістичної Праці.
На початку 1970-х років група фахівців заводу «Ленінська кузня» тривалий час працювала на будівництві комбінату хімічного волокна в місті Видин, допомагаючи при монтажі й налаштуванні обладнання. Після закінчення робіт, три працівники заводу були нагороджені болгарськими урядовими нагородами (старший інженер-конструктор В. І. Босуновський був нагороджений орденом НРБ III степеня, слюсар А. А. Міщенко і старший технік Б. Н. Поліщук були нагороджені орденом Праці).
1979: Завод взяв шефство над навчально-виробничим комбінатом Дніпровського району Києва, де були обладнані 52 робочих місця для виробничого навчання понад 100 старшокласників.
1981: Відповідно до прийнятої в жовтні Київським міськвиконкомом комплексної науково-технічної програми «Охорона навколишнього середовища міста і раціональне використання природних ресурсів і сировини» була проведена реконструкція та вдосконалення очисних споруд заводу.
У 1982 році лабораторія автоматизації конструювання корпусів суден ЦКБ «Ленінська кузня» підвищила рівень уніфікації корпусних конструкцій для суден, що випускалися, дозволивши знизити витрату листового металу.
1986: Завод виконував великий обсяг робіт з ліквідації наслідків аварії на ЧАЕС.
На момент розпаду СРСР на заводі працювало понад 6000 працівників.

### Після 1991
22 травня 1993 року побудований і в 1994 — введений до складу військово-морських сил України корвет проєкту 1124М «Луцьк».
1995: Зміна форми власності та перетворення у відкрите акціонерне товариство «Завод „Ленінська кузня“».
З 1995 по 1998 рік виробництво на заводі практично зупинилося.
1999: У вересні був спущений на воду побудований заводом річковий суховантаж-контейнеровоз «ROBO-1», виготовлений на замовлення нідерландської фірми.
2000: В кінці травня був спущений на воду побудований заводом суховантаж вантажністю 1,5 тис. тонн, виготовлений на замовлення німецької фірми "Schiffswerft Schlomer GmbH Co. KG ".
11 жовтня 2001 року було спущено на воду побудований заводом річковий суховантаж «Y408», призначений для транспортування контейнерних і сипучих вантажів.
У 1991—2002 рр. на заводі був побудований і 15 березня 2002 — спущений на воду і введений до складу військово-морських сил України корвет «Тернопіль».
У лютому 2004 року на заводі почалося виробництво двох річкових бронекатерів проєкту 58150 «Гюрза» для прикордонної служби Узбекистану (їх виробництво було завершено в грудні 2004).
Станом на 2008 рік, підприємством було освоєно випуск водонагрівного котлоагрегату КОАВ-68, а також парових котлоагрегатів КВА-0,25/3-1, КВА-0,63/5-1, КВА-1,0/5-1 і КВА-1,0/6-1.
У 2011—2012 рр. на заводі були побудовані перші два 7,4-тонні катери «UMS -1000» (5 жовтня 2012 року катери були доставлені до Севастополя і 10 жовтня 2012 — включені до складу Севастопольського загону морської охорони ДПСУ під найменуванням BG-16 і BG-17).
25 жовтня 2012 року на заводі відбулася урочиста церемонія закладки двох малих броньованих артилерійських катерів проєкту 58155 «Гюрза-М» для військово-морських сил України. У листопаді 2013 року їхнє виробництво було припинено, але в жовтні 2014 знову відновилося
Від 2012 року підприємство опанувало виготовлення металоконструкцій для будівництва Подільського мостового переходу.
У 2013 році на підприємстві було освоєно випуск 40-мм автоматичного гранатомета УАГ-40.

### Після 2014 року
У 2014 році на заводі був побудований ще один катер «UMS -1000» (31 липня 2014 року включений до складу Маріупольського загону морської охорони ДПСУ під найменуванням BG-22).
24 вересня 2014 на виставці «Зброя та безпека-2014» завод «Ленінська кузня» представив нові розробки:
- бойовий модуль для бронетехніки ПБМ[ru] (до складу якого входять 12,7-мм кулемет «Утьос»[30] й 40-мм гранатомет УАГ-40 з оптикою виробництва Ізюмського приладобудівного заводу)[31]
- демонстраційний зразок бойової машини «Скорпіон» (переобладнаний ГАЗ-66 з бойовим модулем ОБМ)[32]

30 січня 2015 було оголошено, що завод почав роботи зі створення двох нових бронемашин: 10-тонної «Тритон» та 15-тонної «Арбалет».
У квітні 2015 року підприємства ВАТ Завод «Ленінська кузня», ПАТ «Чернігівський завод радіоприладів» і ХК «Укрспецтехніка» завершили розробку проєкту захисту державного кордону
До початку серпня 2015 року чисельність працівників підприємства становила 350 осіб, завод виконував судноремонтні роботи й продовжував будівництво двох бронекатерів «Гюрза-М» для ВМС України (замовлених міністерством оборони України в 2012 році).
31 серпня 2015 було оголошено, що підприємство завершує розробку бронемашини «Тритон», перший зразок якої планується виготовити до кінця 2015 року. 22 вересня 2015 завод представив демонстраційний зразок бронемашини «Тритон» на збройовій виставці «Зброя та безпека-2015».
15 жовтня 2015 державна прикордонна служба України замовила заводу будівництво малого патрульного катера для морської охорони ДПСУ вартістю 14,96 млн гривень.
10 листопада 2015 завод спустив на воду перші два артилерійські катери «Гюрза-М» для ВМС України, які згодом отримали назви «Аккерман» і «Бердянськ».
7 квітня 2016 року у заводі були закладені ще 4 бронекатери «Гюрза-М» для ВМС України.
28 грудня 2016 року на заводі було урочисто закладено перші два десантно-штурмових катери проєкту 58181 «Кентавр».
30 березня 2017 року на річних загальних зборах акціонерів публічного акціонерного товариства "Завод «Ленінська кузня», які відбулися 30.03.2017 року, акціонерами товариства було ухвалене рішення про зміну найменування товариства на приватне акціонерне товариство "Завод «Кузня на Рибальському»
Протягом червня 2017 року завод спустив на воду другу серію артилерійських катерів «Гюрза-М» для ВМС України, які згодом отримали назви «Вишгород», «Кременчук», «Лубни» і «Нікополь».
В жовтні 2017 року під час міжнародної виставки «Зброя та безпека — 2017» завод представив аналог радянської корабельної шестиствольної 30-мм зенітної автоматичної артилерійської установки АК-306.
У вересні 2018 року було спущено на воду перші два десантно-штурмові катери проєкту 58503.
Наприкінці вересня 2018 року фонд Прайм Ессетс Кепітал, який управляє активами Президента України Петра Порошенка, повідомив, що досяг принципової угоди про продаж заводу «Кузня на Рибальському» (Київ) вітчизняному покупцеві.
На III міжнародній виставці оборонної промисловості ADEX-2018 у Баку завод «Кузня на Рибальському» презентував проєкт нового швидкохідного ракетного катеру «Веспа».
У жовтні 2018 Антимонопольний комітет України дав дозвіл офшорній компанії «Евінз Лімітед» (Сергій Тігіпко), зареєстрованій у місті Нікосія, Кіпр, придбати акції заводу «Кузня на Рибальському» що забезпечує перевищення 50 відсотків голосів у вищому органі управління товариства.

### Після 2019 року
В середині вересня 2019 року в межах відкритого за заявою Андрія Портнова кримінального провадження Державне бюро розслідувань України подало клопотання, а Печерський районний суд міста Києва його задовольнив, про арешт усього нерухомого майна і корпоративних прав заводу «Кузня на Рибальському».
8 липня 2020 року господарський суд м. Києва стягнув з ПрАТ "Завод «Кузня на Рибальському» 791 945,43 грн штрафу в інтересах Міністерства оборони, за порушення умов державного контакту та непоставку ВМС двох одиниць продукції спеціального призначення.
Штрафні санкції на київське підприємство накладені за порушення умов державного контракту № 403/1/17/81 від 24.11.2017 за позовом військової прокурори Центрального регіону України.
За заявою заступника військового прокурора Центрального регіону України, ухвалою суду від 03.02.2020 було відкрито провадження за справою № 910/1149/20. Зазначається, що в порушення умов державного контракту, підприємство не виконало роботи з проведення державних випробувань замовленої продукції, що призвело до її неотримання замовником.
Міністерством оборони України на адресу підприємства неодноразово направлялись листи, якими оборонне відомство вимагало повідомити про стан виконання умов контракту та дату початку державних випробувань виробів, однак відповіді від підприємства не надходили.
Через затягування термінів поставки з боку підприємства підривається боєздатність Збройних Сил України та Військово-Морських Сил України, зокрема, не даючи змоги використовувати за призначенням військові вироби замовлені в рамках державного оборонного замовлення.
За результатами судового розгляду, в липні 2020 року, позовна заява про стягнення штрафних санкцій на загальну суму 791 945,43 грн за порушення умов державного контракту на поставку продукції військового призначення задоволена в повному обсязі.
В грудні 2020 року стало відомо, що підприємство зупинило будівництво катерів: восьмий корпус малого броньованого артилерійського катеру проєкту 58155 та десантно-штурмового катеру проєкту 58503 шифр «Кентавр-ЛК». Станом на листопад 2020 року, на корпусах катерів для Військово-Морських Сил ЗС України жодних робіт не проводилось: корпусу майбутнього 3-го десантно-штурмового катеру проєкту 58503 фактично не існує та є лише частини, котрі не встигли зібрати.
28 квітня 2021 року Державне бюро розслідувань провело обшуки на підприємствах ПрАТ «Завод „Кузня на Рибальському“» та підрозділах ПАТ «АК „Богдан Моторс“».
2 липня 2021 року слідчі ДБР повідомили про підозру колишньому заступнику міністра оборони, голові правління ПрАТ «Кузня на Рибальському» та ще двом колишнім начальникам Департаменту військово-технічної політики, розвитку озброєння та військової техніки МОУ. Вже 7 липня 2021 року Печерський суд розглянув клопотання слідчих та задовольнив його у повному обсязі, обравши голові правління ПрАТ «Кузня на Рибальському» запобіжний захід у вигляді тримання під вартою на два місяці з альтернативою внесення застави у сумі понад 443 млн гривень.
5 жовтня 2021 року за позовом Державного концерну «Укроборонпром» в інтересах Державного підприємства «Науково-дослідний інститут „Квант“» (НДІ «Квант») рішенням суду з «Кузні» було стягнуто 175 137,21 грн за виготовлені складові для бронекатерів типу «МБАК».
13 жовтня 2021 року прокуратура у військовій та оборонній сфері Південного регіону у суді домоглися стягнення з «Кузні» 47,3 млн грн штрафних санкцій. У листопаді 2017 року між Міноборони України та приватним акціонерним товариством укладено державний контракт з оборонного замовлення на виконання комплексу ремонтно-модернізаційних робіт на фрегаті «Гетьман Сагайдачний» (F130). Підприємство свої зобов'язання не виконало, а повернення різниці коштів, сплачених у якості попередньої оплати, та постачання складових здійснило з порушенням термінів виконання робіт.

## Сьогодення
Підвищені вимоги до столичного заводу сприяли зростанню загального технічного рівня, підготовці кадрів, творчої організації виробництва, внаслідок чого завод «Кузня на Рибальському» не загубився серед велетнів вітчизняного суднобудування, розташованих біля моря — в Миколаєві, Херсоні, Керчі. Технічний потенціал заводу дозволяв будувати судна і плавзасоби практично будь-якого призначення з вимірами, які максимально використовують пропускну можливість шлюзів та мостів на Дніпрі. Завдяки цьому будівництво суден і споруд особливої складності завжди вважалося найдоцільнішими саме на стапелях верфі «Кузня на Рибальському».

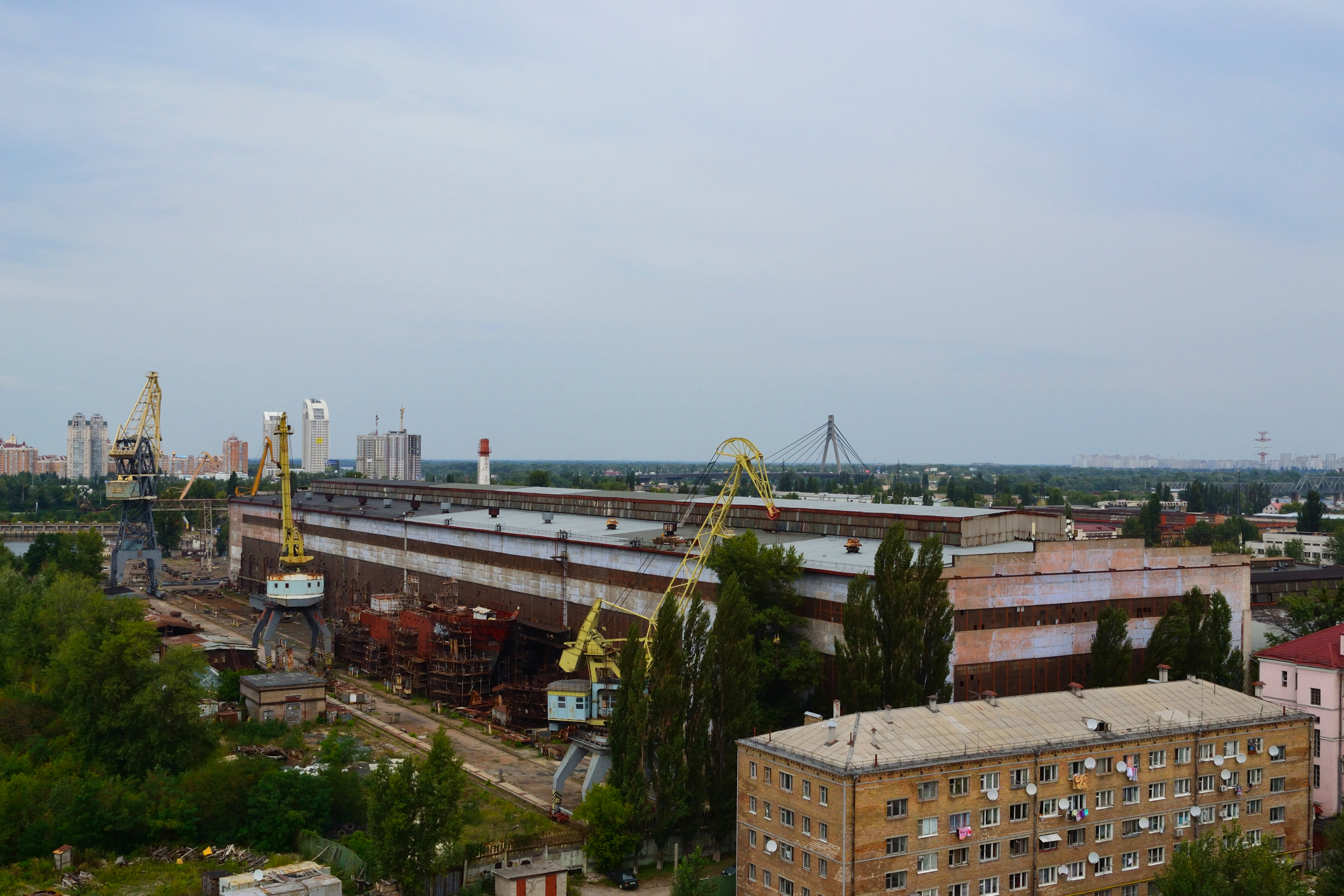
10 цех заводу.

Завод має значний досвід у будівництві морозильних траулерів і тунцелова, автоматизованих землечерпалок, танкерів-хімвозов, протичовнових кораблів, науково-дослідних і геолого-розвідувальних судів. Досягнутий науково-технічний рівень виробництва сприяв визнанню високого міжнародного авторитету заводу, продукція якого експортується до Фінляндії, Болгарії, Туреччини, Румунії, В'єтнаму, Індії, Сенегалу, Іраку, Індонезії, Мозамбіку, Єгипту та інших країн. Висококваліфікований персонал, який має великий досвід роботи, забезпечує виготовлення машинобудівної продукції будь-якої складності. Підприємство постійно відвідують делегації та окремі бізнесмени з різних країн світу, що дозволяє розширювати ділові контакти. Ефективна кредитна політика підприємства, вміння працювати з великими кредитними установами, виконання термінів будівництва суден призвели до того, що в останні роки більшість замовників корпусів суден — закордонні клієнти.
Судна на заводі «Кузня на Рибальському» будуються під наглядом найвідоміших світових класифікаційних товариств:
- Регістр Ллойда (LRS),
- Німецький Ллойд (GL),
- Бюро Верітас[en] (BV).

## Виробництво

### Суднобудування
Завод «Кузня на Рибальському» будує такі типи суден:
- Швидкісні патрульні катери водотоннажністю 10 — 120 т;
- Малі сторожові кораблі водотоннажністю 400—500 т для охорони закритих морів і дальньої прибережної зони;
- Патрульні кораблі відкритого моря водотоннажністю 1600—1800 т;
- Рибопромислові судна потужністю до 4000 кВт;
- Буксири портові буксири й рятувальники, сміттєзбирачі й пожежні судна;
- Універсальні суховантажні судна і контейнеровози вантажністю до 4500 т;
- Танкери, хімвози дедвейтом до 5000 т;
- Судна технічного флоту: багаточерпакові земснаряди, землесоси, ґрунтовідвізні шаланди;
- Баржі несамохідні;
- Плавучі доки вантажністю 2500 — 3000 т;
- Корпуси суден різного призначення.

### Машинобудування і металообробка
Поряд з верф'ю завод має високорозвинуте машинобудівне виробництво, яке має такі напрямки:
- Ливарне виробництво спеціалізується на виготовленні литих виробів зі сталі, чавуну і кольорових металів;
- Механічна обробка різних деталей;
- Котельне виробництво, на якому виготовляються суднові допоміжні автоматизовані котлоагрегати й печі (інсінератори) для спалювання судових відходів і сміття;
- Виробництво гребних валів і гвинтів регульованого кроку;
- Обладнання для нафтовидобувної промисловості (превентори, ключі гідравлічні);
- Виробництво морозильних апаратів, призначених для заморожування таких продуктів як риба, м'ясо, овочі та ін.;
- Насоси заглибні й електронасосні відцентрові агрегати, призначені для зрошення та водопостачання житлових і громадських будівель.

## Побудовано на заводі
- Захарій LK-600

### Військові судна
- Корвети проєкту 1124М
  - малий протичовновий корабель «Муромець»
  - малий протичовновий корабель «Суздалець»
  - малий протичовновий корабель «Касимов»
  - малий протичовновий корабель «Поворино»
  - малий протичовновий корабель «Єйськ»
  - малий протичовновий корабель «Радянська Гавань»
- Корвети проєкту 1124МУ
  - корвет «Луцьк»
  - корвет «Тернопіль»

- Річкові броньовані катери проєкту 58150 «Гюрза»
- Малі броньовані артилерійські катери проєкту 58155 «Гюрза-М»
- Десантно-штурмові катери проєкту 58181 «Кентавр»
- Ракетний катер «Веспа»[52]
- Середній розвідувальний корабель для ВМСУ[53]

### Рибопромислові судна
- Середній рибальський морозильний траулер проєкту 502 ЕМ[54]
- Середній морозильний траулер проєкту 12802[55]
- Середній морозильний траулер проєкту 05025[56]
- Морозильний траулер проєкту 50018[57]
- Тунцеловний сейнер проєкту 1348[58]

### Вантажні судна
- Універсальне суховантажне судно проєкту 50168[59]

### Танкери
- Танкер необмеженого району плавання проєкту 50165[60]

### Портові та технічні судна
- Самохідний автоматизований земснаряд проєкту 15191[61]
- Швидкохідний автомобільно-пасажирський пором[62]

## Нагороди
| Сталінська премія — 1948 | Постановою Ради Міністрів СРСР № 1897 від 2 червня 1948 року за розробку і впровадження у виробництво у 1947 році вдосконаленої конструкції стандартного річкового буксира колектив працівників заводу нагороджений Сталінською премією |
|                          | 1956 року за хорошу раціоналізаторську роботу колектив заводу був нагороджений Почесною грамотою Міністерства суднобудівної промисловості СРСР і ЦК профспілки.                                                                         |
| Орден Леніна — 1962      | Указом Президії Верховної Ради СРСР від 8 лютого 1962 року за виробничі успіхи і у зв'язку зі сторіччям від дня заснування суднобудівний завод «Ленінська кузня» нагороджений орденом Леніна.                                           |

## Галерея

Продукція
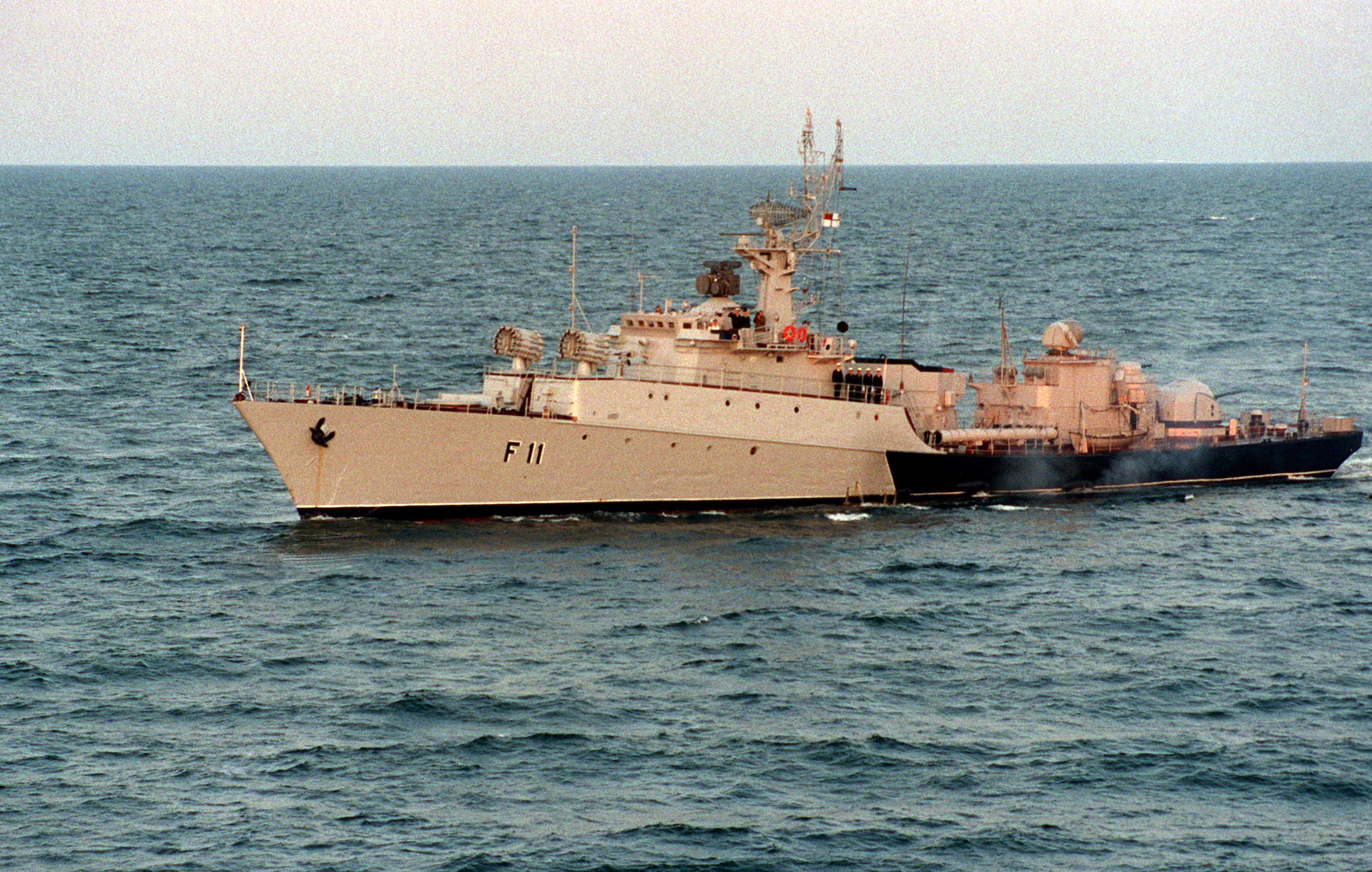
Малі протичовнові кораблі проєкту 1124
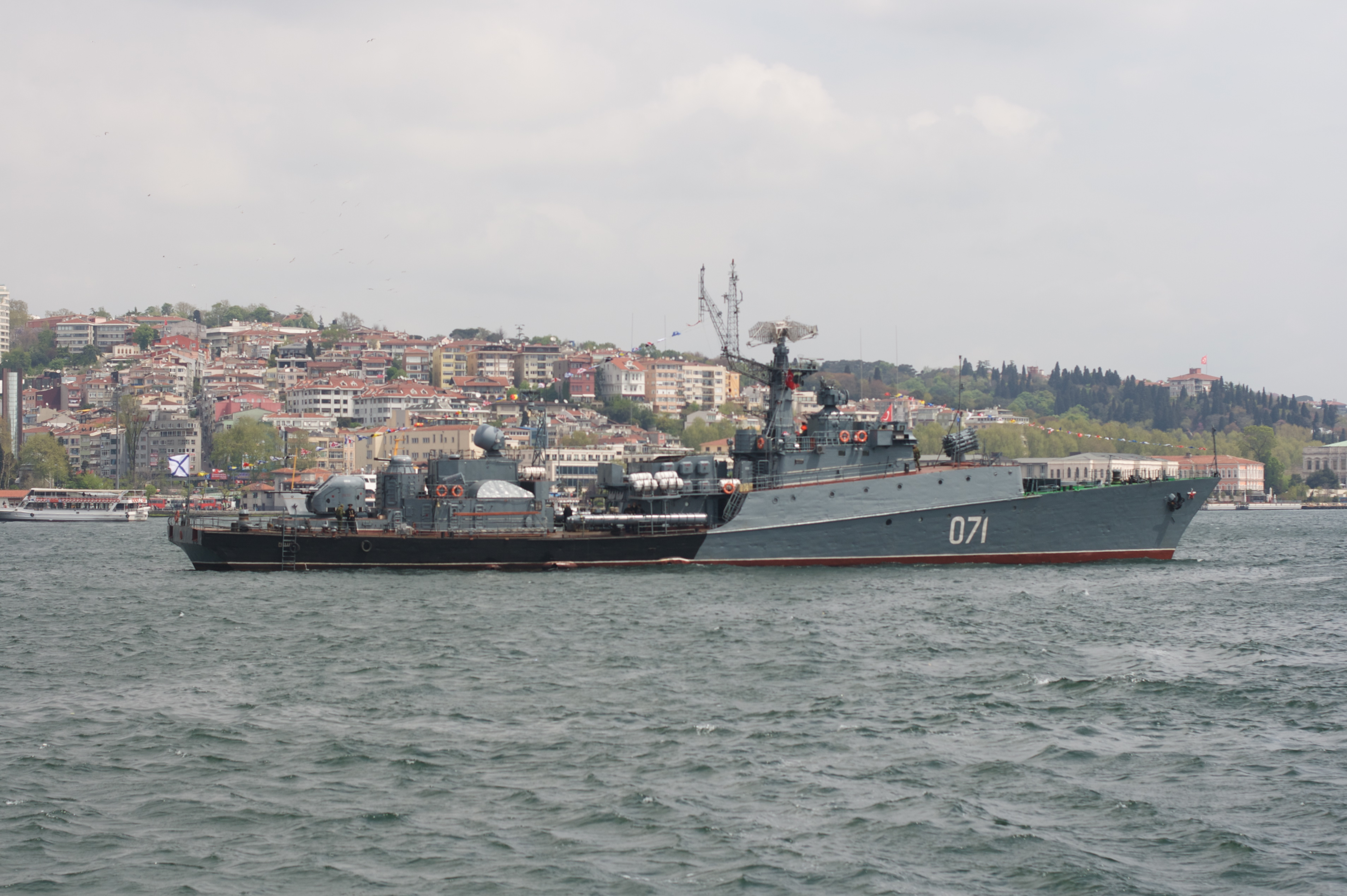
Малий протичовновий корабель проєкту 1124-М
Малий протичовновий корабель проєкту 1124-МУМалий протичовновий корабель проєкту 1124-МУ
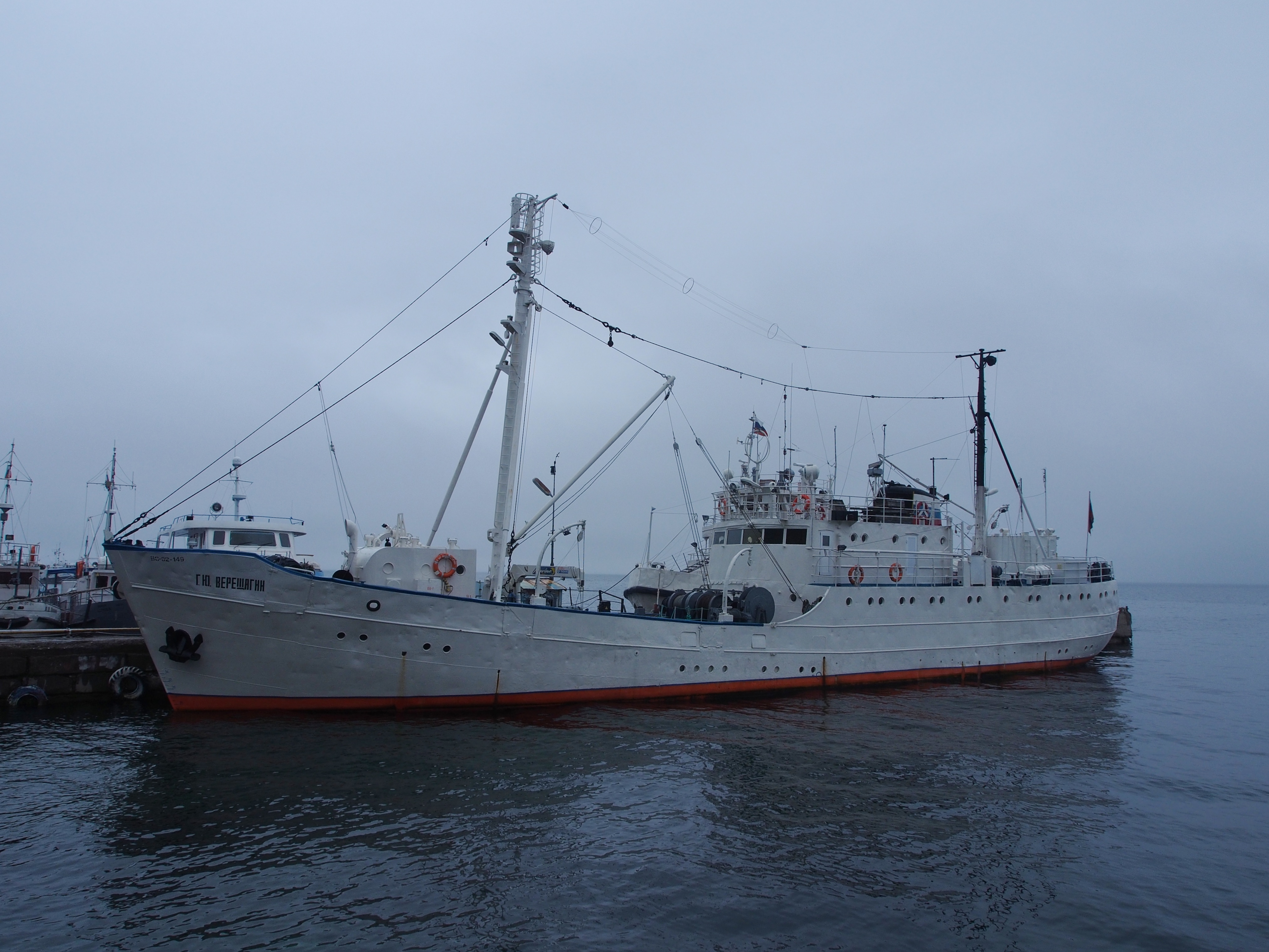
Промислове судно проєкт 395, тип Бологе
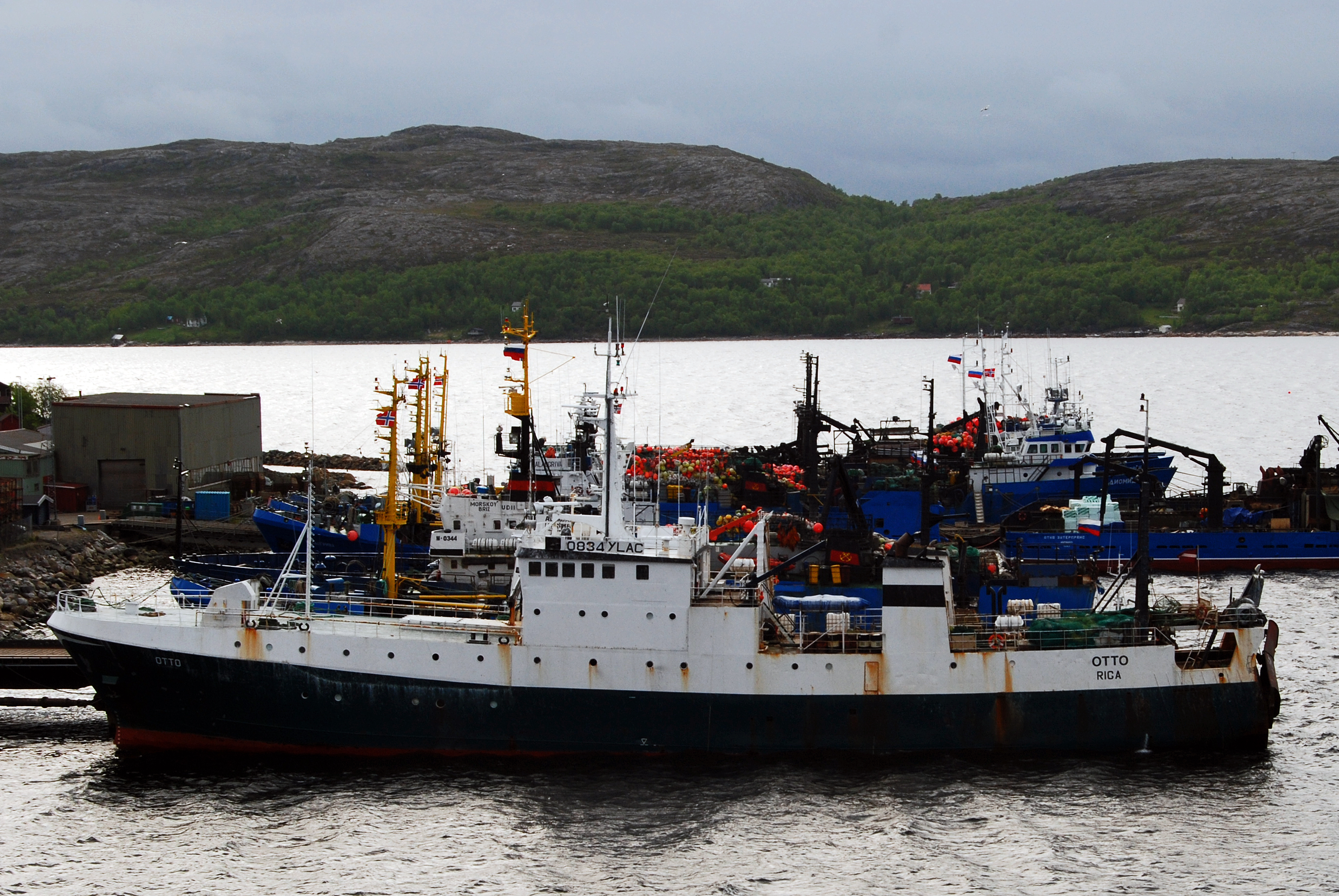
Промислове судно проєкт 502ЕМ, тип Василь Яковенко
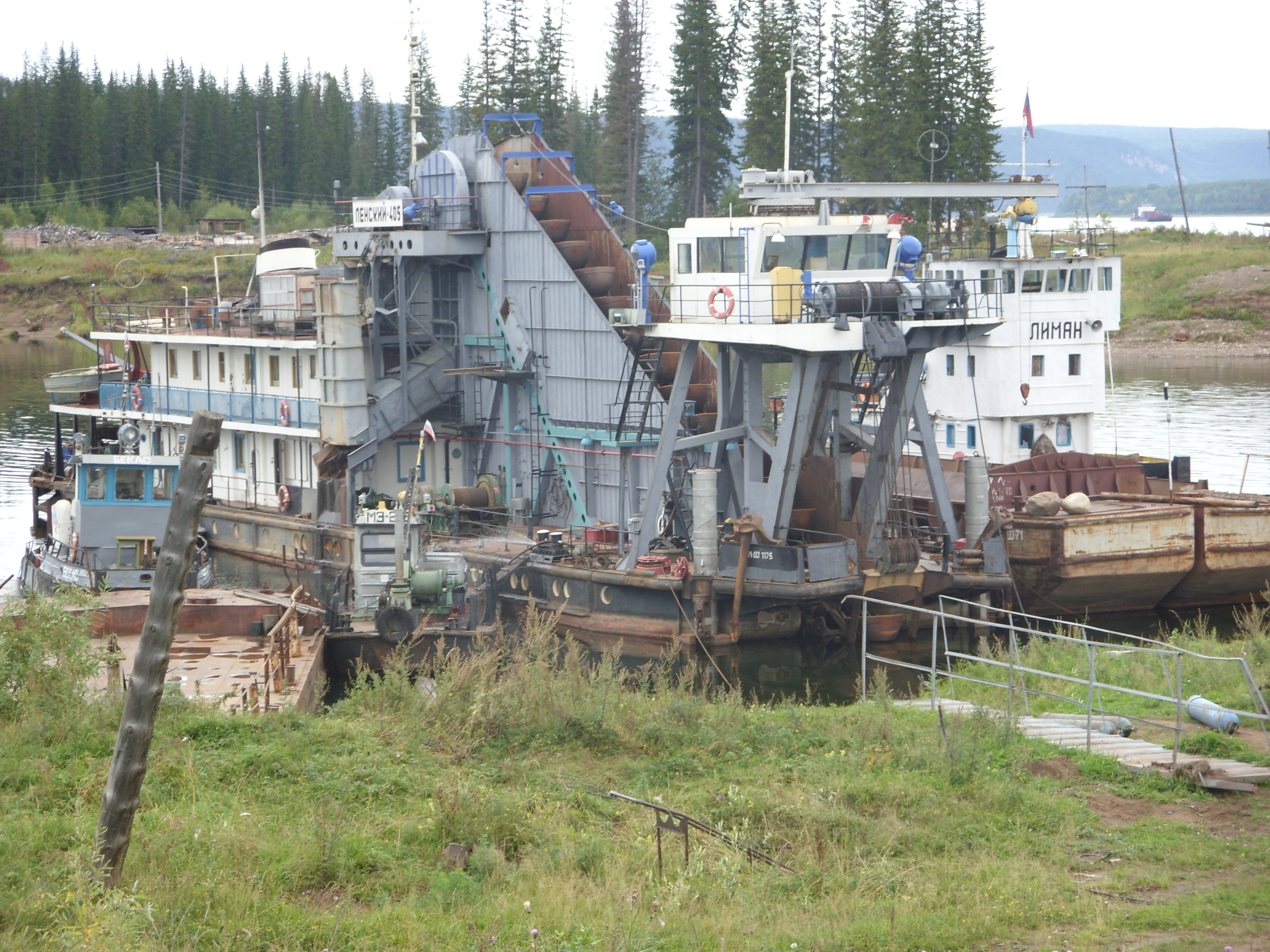
Земснаряд, тип 1499
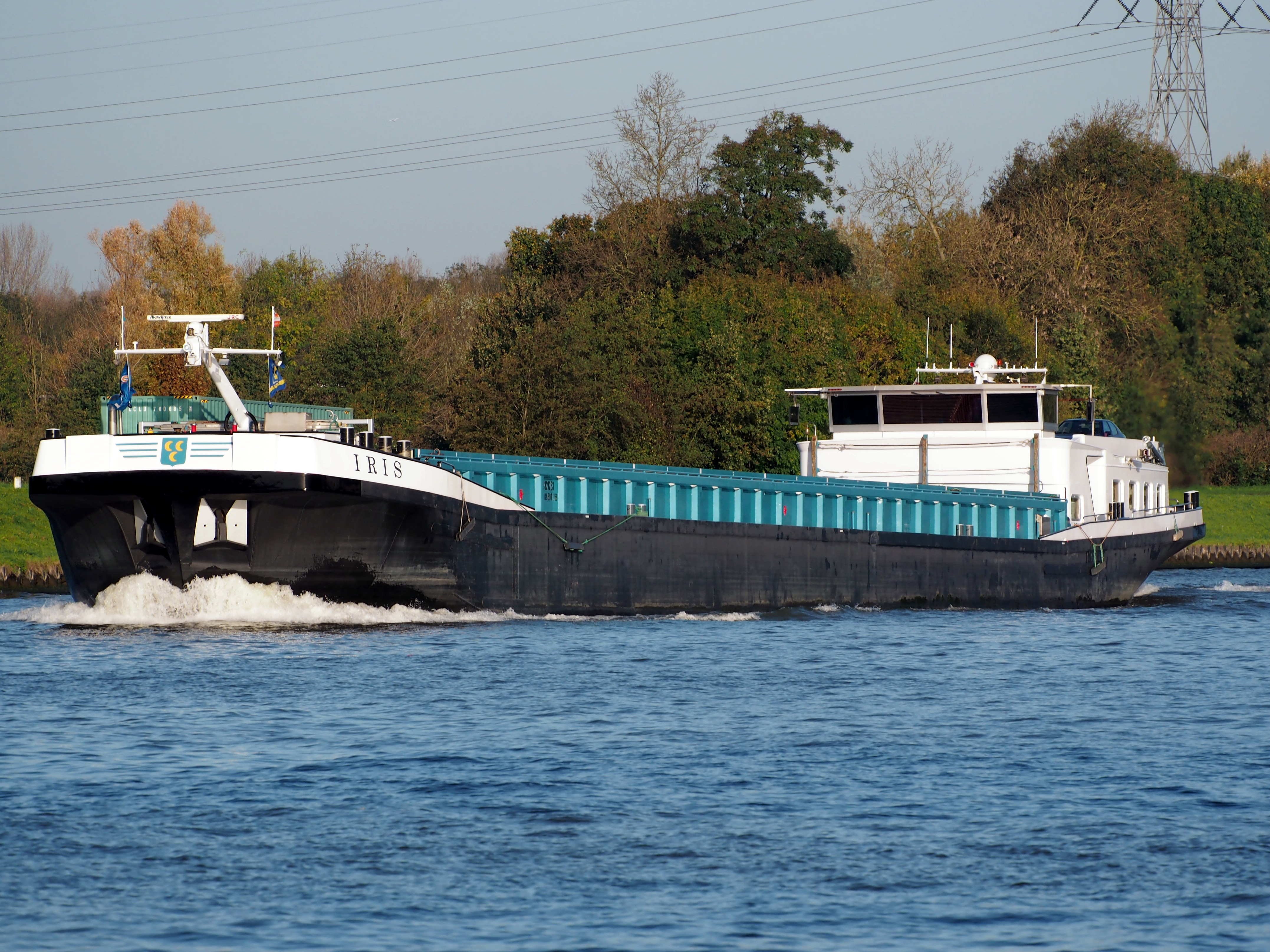
Суховантаж, тип ROBO
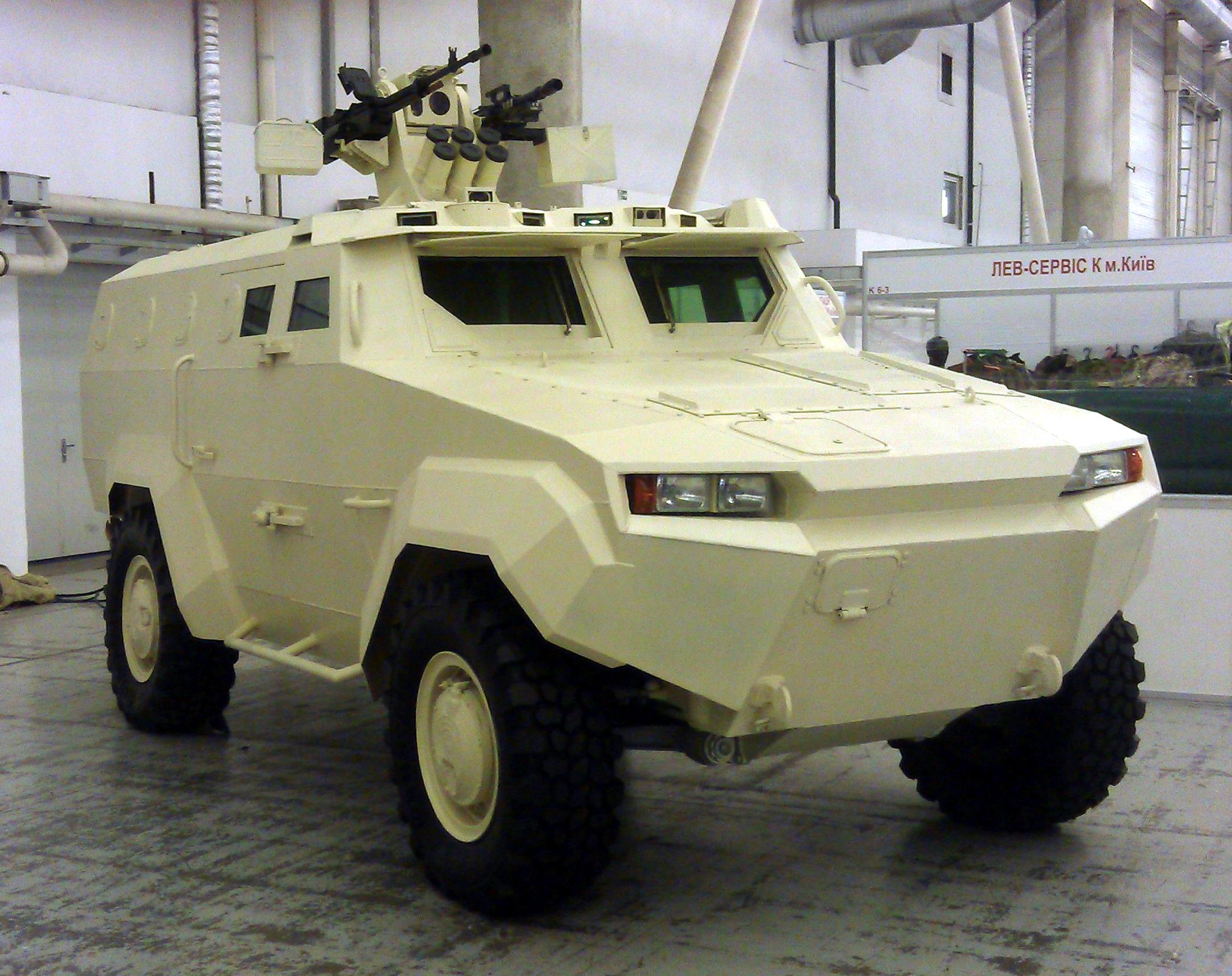
БМ «Тритон»
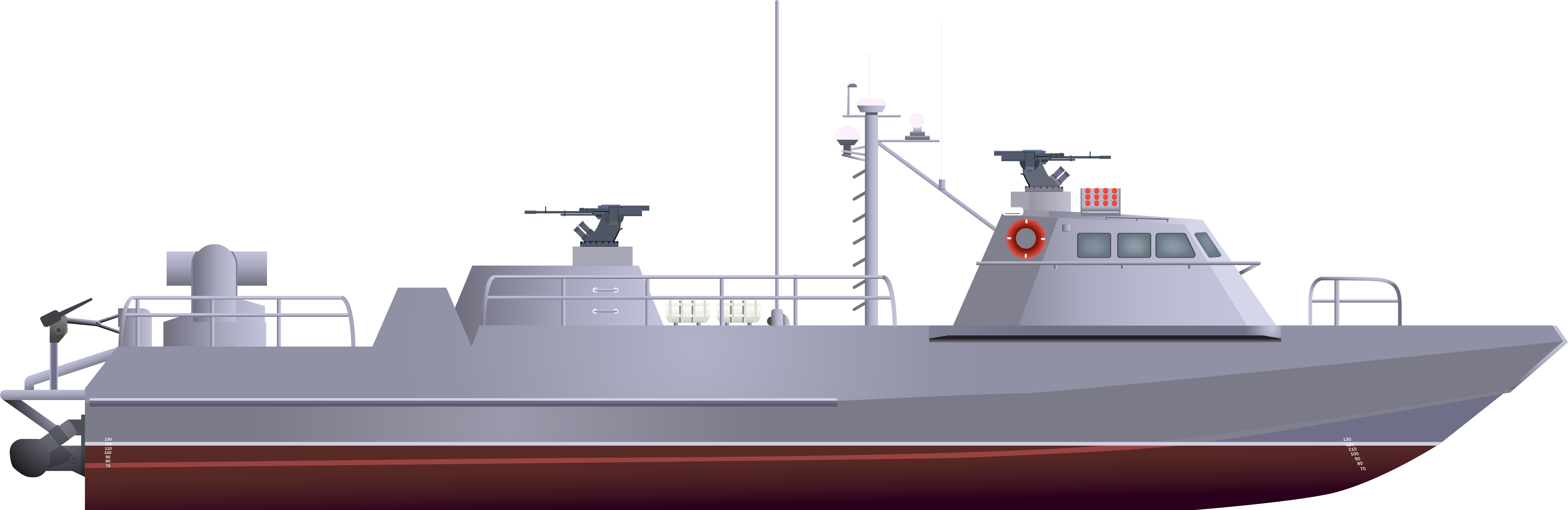
Броньований десантно-штурмовий катер проєкту 58503